# Fuidio
Fuidio es una localidad del municipio burgalés de Condado de Treviño, en la Comunidad Autónoma de Castilla y León (España). 
La iglesia está dedicada a La Asunción.

## Localidades limítrofes
Confina con las siguientes localidades:
- Al norte con Ogueta.
- Al este con Albaina y Pariza.
- Al suroeste con Mesanza.
- Al oeste con Samiano.
- Al noroeste con Argote y Saraso.

## Demografía
Evolución de la población
| Gráfica de evolución demográfica de Fuidio entre 2000 y 2017       |
|                                                                    |
| Población de derecho (2000-2017) según el padrón municipal del INE |

## Historia
Así se describe a Fuidio en el tomo VIII del Diccionario geográfico-estadístico-histórico de España y sus posesiones de Ultramar, obra impulsada por Pascual Madoz a mediados del siglo XIX:

Lugar en la provincia, audiencia territorial y capitanía general de Burgos (21 leguas), diócesis de Calahorra (19), partido judicial de Miranda de Ebro (4), y ayuntamiento de Treviño (2); Situado en un llano a pocos pasos del río Ayuda, el clima es sano, reinando con más frecuencia los vientos N y E. Tiene 10 casas; una escuela de primera educación frecuentada por 10 niños y dotada con 16 fanegas de trigo; una iglesia parroquial (La Asunción), a cuyo N se halla el cementerio; una ermita (San Víctor) colocada en una altura inmediata al pueblo; y en el término varios manantiales de buenas aguas. Confina N Hoqueta; E Albayna; S Mesanza, y O Samiano. El terreno es de mediana calidad, y le baña el río Ayuda que nace sobre la villa de Marquinez, dirigiendo su curso por el valle de Treviño; hay sobre él un buen puente de piedra aunque bastante antiguo; confinante con Albayna se encuentra un pequeño monte poblado de hayas y otro robledal, también de corta extensión, el cual lo disfrutan en común, como igualmente un prado, el pueblo que se describe y el dicho de Albayda. Caminos: los locales. Correos: la correspondencia se recibe de Treviño por valijero. Producciones: trigo, cebada, avena, maíz, centeno, mixtos y patatas; ganado lanar, vacuno y mular; caza de perdices y pesca de truchas. Industria: la agricultura y un molino harinero. Población: 12 vecinos, 45 almas. Capital productivo: 2.600 reales. Imponible: 555.
Diccionario geográfico-estadístico-histórico de España y sus posesiones de Ultramar